# Midtbygda, Trøndelag
Midtbygda (eller Meråker) är den enda tätorten i Meråkers kommun i Trøndelag fylke i Norge. Orten ligger vid Europaväg 14 och utgör kommunens centralort.